# Schronisko Złoty Komin
Schronisko Złoty Komin – schronisko w Skałkach Siekierczyńskich we wsi Siekierczyna w województwie małopolskim, w powiecie tarnowskim, w gminie Ciężkowice. Skały te znajdują się na porośniętych lasem północnych zboczach opadających do doliny Siekierczanki nieco powyżej szkoły. Obok skał prowadzi ścieżka edukacyjna „Przez Wieprzek” znakowana zielonym liściem klonu. Jest to obszar Pogórza Rożnowskiego będącego częścią Pogórza Środkowobeskidzkiego. 
Schronisko Złoty Komin znajduje się w środkowej skale w kształcie kazalnicy. Przecięta jest ona dwoma pionowymi kominami. Jest to Złoty Komin (lewy) i Kruchy Komin (prawy). Obok skały z kominami zamontowano tablicę ścieżki dydaktycznej z opisem i zdjęciami.
Schronisko Złoty Komin to zablokowana skalnymi blokami szczelina. Bloki tworzą w niej trzy progi i dwa piętra. Dolny próg ma wysokość 2,5 m i pokonanie go wymaga wspinaczki (V+ w skali krakowskiej). Powyżej dolnego progu, po ok. 2,5 m znajduje się środkowy próg, którego pokonanie również wymaga wspinaczki (IV). Pod progiem tym jest szczelina o długości 2,5 m, szerokości 0,5 m. Powyżej środkowego progu komin rozszerza się do koło 1,3 m i prowadzi do górnego progu o 2,5 m wysokości (III).
Schronisko wytworzyło się na jednej szczelinie w piaskowcu ciężkowickim. Jest widne na całej swojej długości. Na dnie znajduje się gleba, gruz i liście.
Schronisko powstało na jednej szczelinie w piaskowcach ciężkowickich serii śląskiej. Dno pokryte jest gruzem, miejscami gleba i liście. 
Schronisko nie było wzmiankowane w literaturze. Odkryli go latem 1996 roku P. Baczyński i T. Mleczek ze Speleoklubu Beskidzkiego. Zinwentaryzował go i opracował jego plan we wrześniu tego roku T. Mleczek.

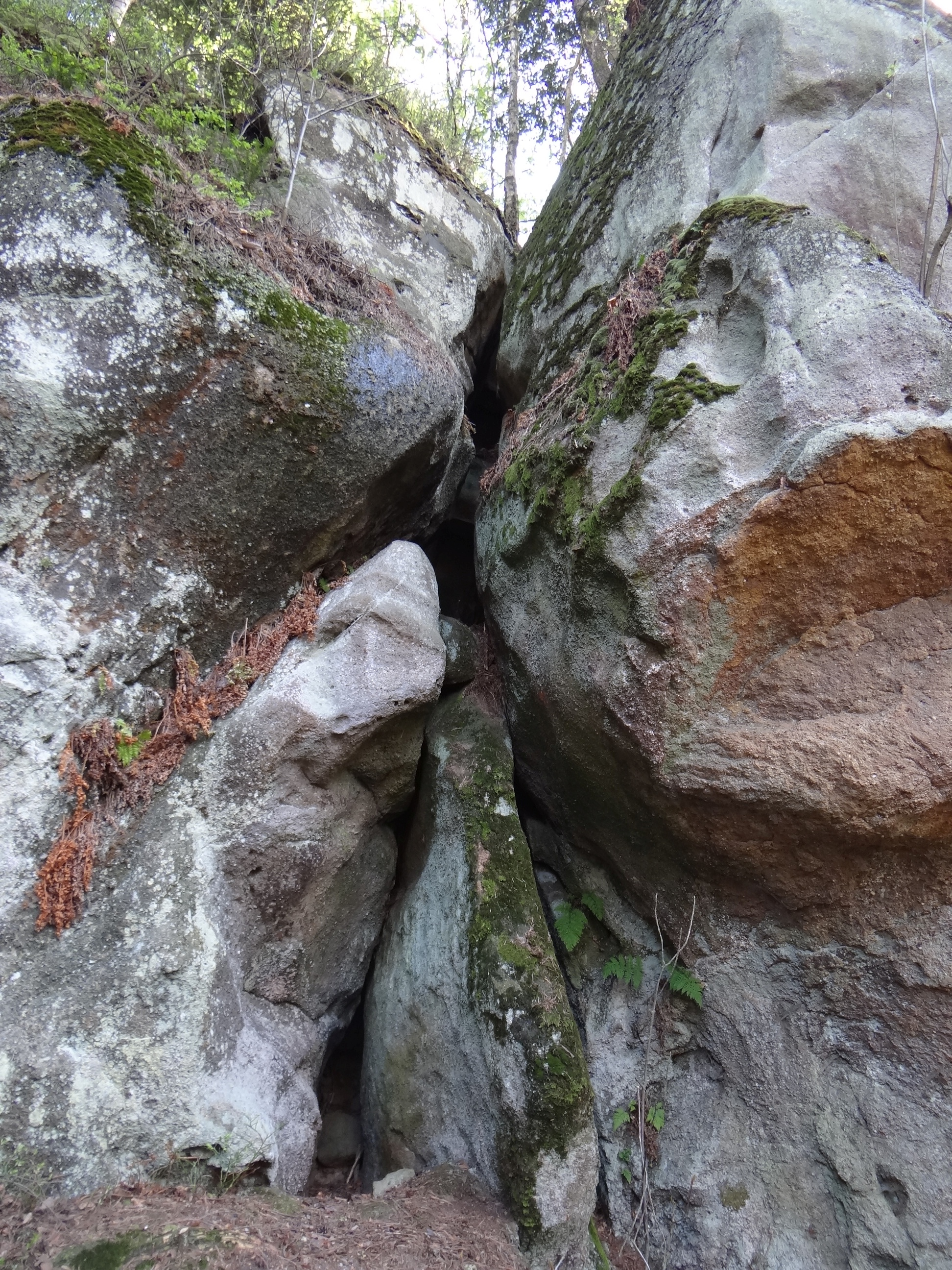
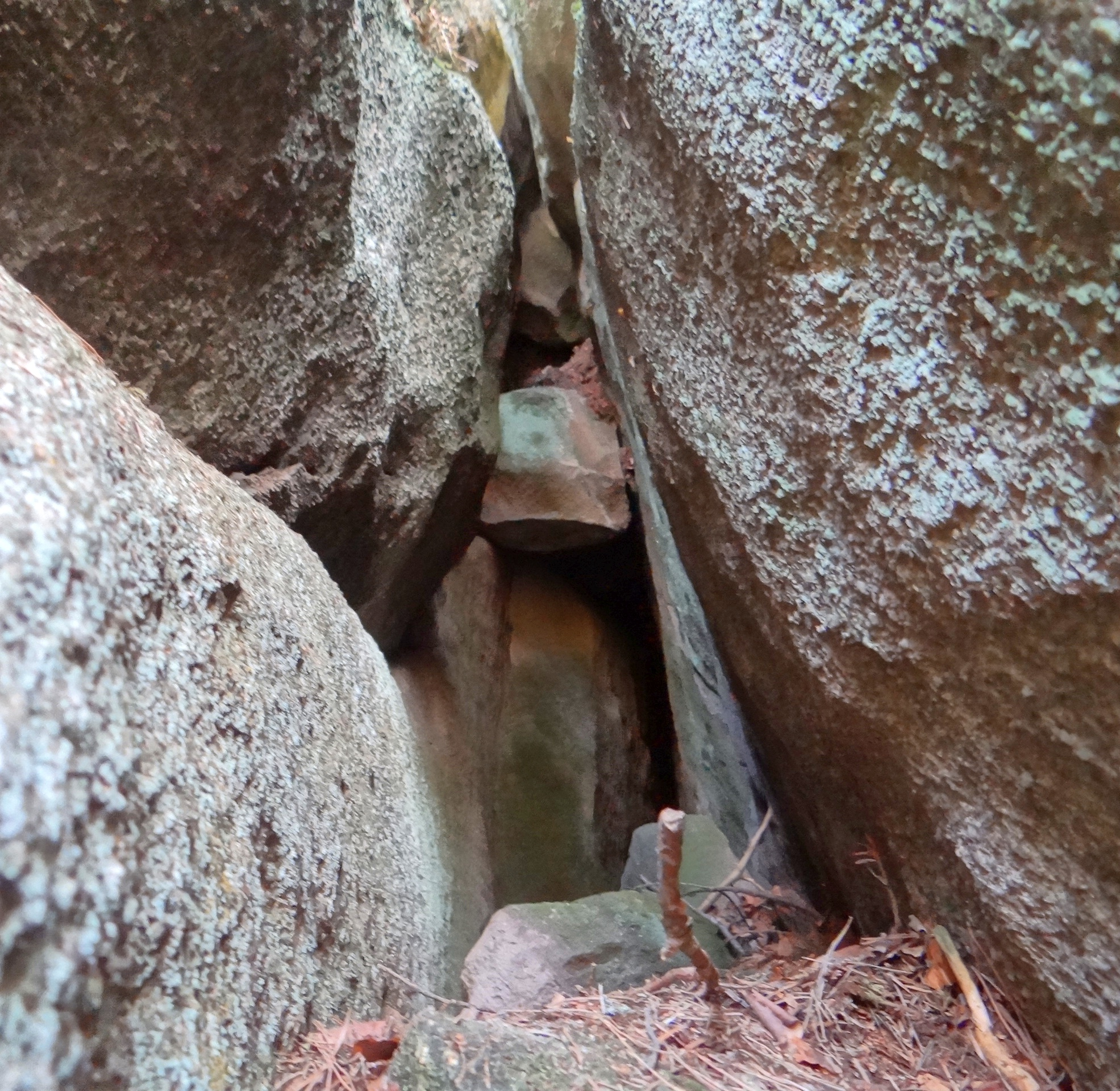
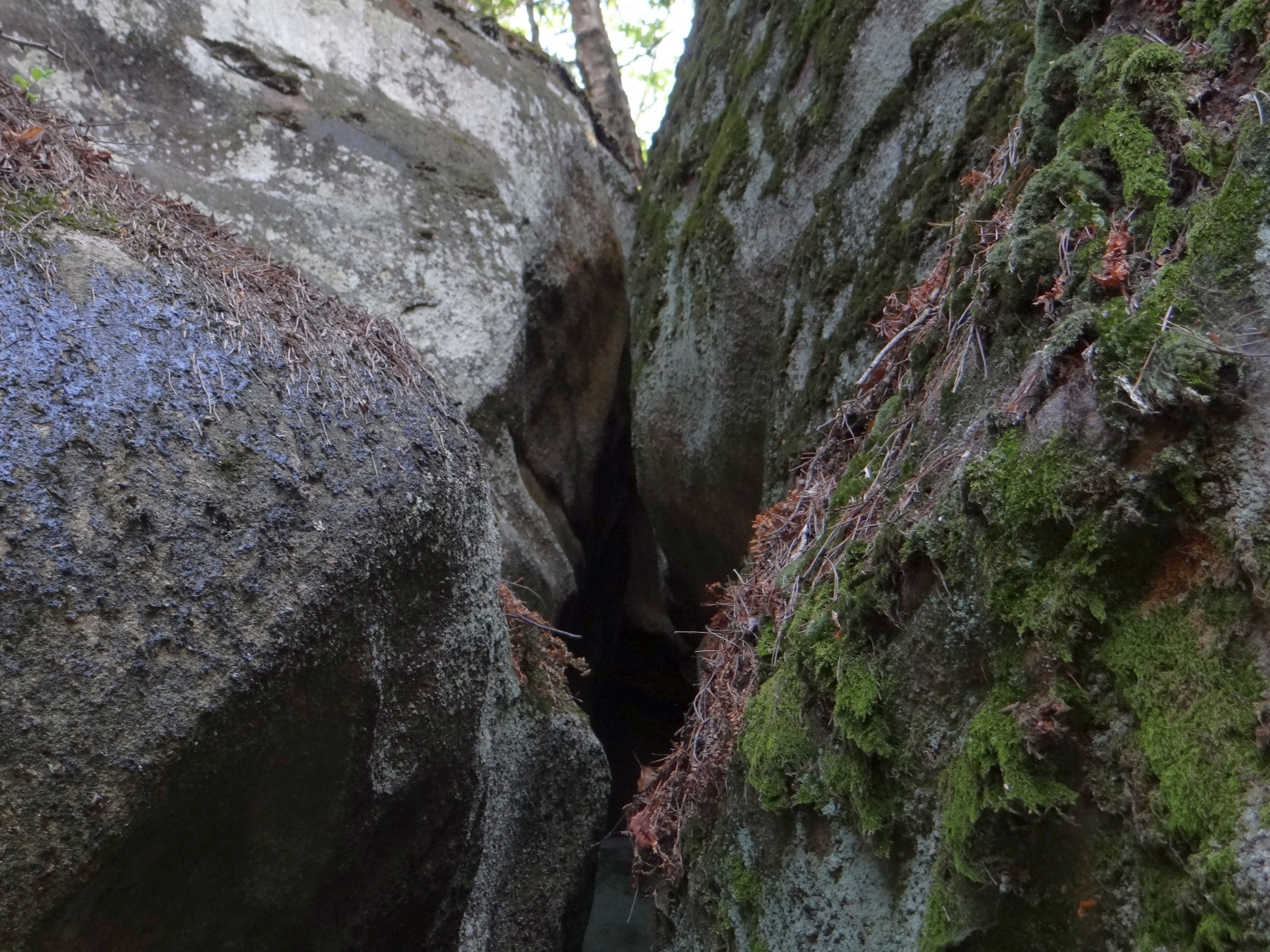